# Georg A. Weth
Georg A. Weth (* 1936 in Fürth; † 26. August 2015 in Endingen) war ein deutscher Autor.

## Leben
Weth absolvierte eine Lehre im elterlichen Schreiner- und Holzbildhauerbetrieb. Dann ließ er sich zum Gebrauchsgrafiker ausbilden und gestaltete Werbeplakate, u. a. auch einen der ersten Quelle-Kataloge. Mit diesem Standbein verdiente er sich das Geld, um sein Schauspielstudium bei der Nürnberger Schauspielerin Marianne Miersch zu finanzieren. 1959 war Weth der jüngste Theaterleiter im deutschsprachigen Raum. Der damalige Leiter der „Salzburger Mysterienspiele“, Ludwig Drexler, wurde auf den „Jugendlichen Liebhaber“ an den Städtischen Bühnen Nürnberg aufmerksam und übergab Weth die Leitung.
1963 bat ihn der Bürgermeister von St. Blasien im Kurort ein Sommertheater aufzubauen. Es war das erste und damals einzige in Baden-Württemberg. Aus dem Kurtheater entstand dann später das Deutsche Kammerschauspiel, das heute seinen Sitz in Endingen am Kaiserstuhl hat.
Bereits im Alter von 16 Jahren schrieb Weth für die Jugendzeitschrift „Liliput“ und für verschiedene Tageszeitungen. Er dramatisierte, außer Erich Kästners „Ein guter Weihnachtsmann namens Studienrat Koch“, rund dreißig klassische Märchen, schrieb Hörspiele, Musicals, Theaterstücke, u. a. das im Jahre 1971 in den Medien und der Kirche viel diskutierte erste sexualpädagogische Jugendstück „Barbara liebt“ und rund dreißig Bücher. Die Bücher „Märchentraum der Balearen“ und der Lyrikband „Wie ein leuchtender Spiegel“ wurden mit dem Premio de Literatura de Baleares ausgezeichnet. Seine andersartige Rühmann-Biografie „Heinz Rühmann-Lebensrezepte eines unsterblichen Optimisten“ stand 2002 auf der Spiegel-Bestseller-Liste. Ick will wat Feinet, das erste Marlene-Dietrich-Kochbuch, erschien 2001 zum 100. Geburtstag der Diva im Aufbau Verlag Berlin und wurde unter anderem im New York Times Magazine besprochen.
Georg A. Weth arbeitete und lebte in Endingen am Kaiserstuhl. Seiner Wahlheimat hat er in Form des Buches „Kaiserstuhl – die Krönung eines Lebensstils“ und durch das von ihm geschriebene und mit rund 120 Bürgern inszenierte StadtErlebnisSpiel „Sag, wem gehört die schöne Stadt“ gedacht.